# Case dei Vallati

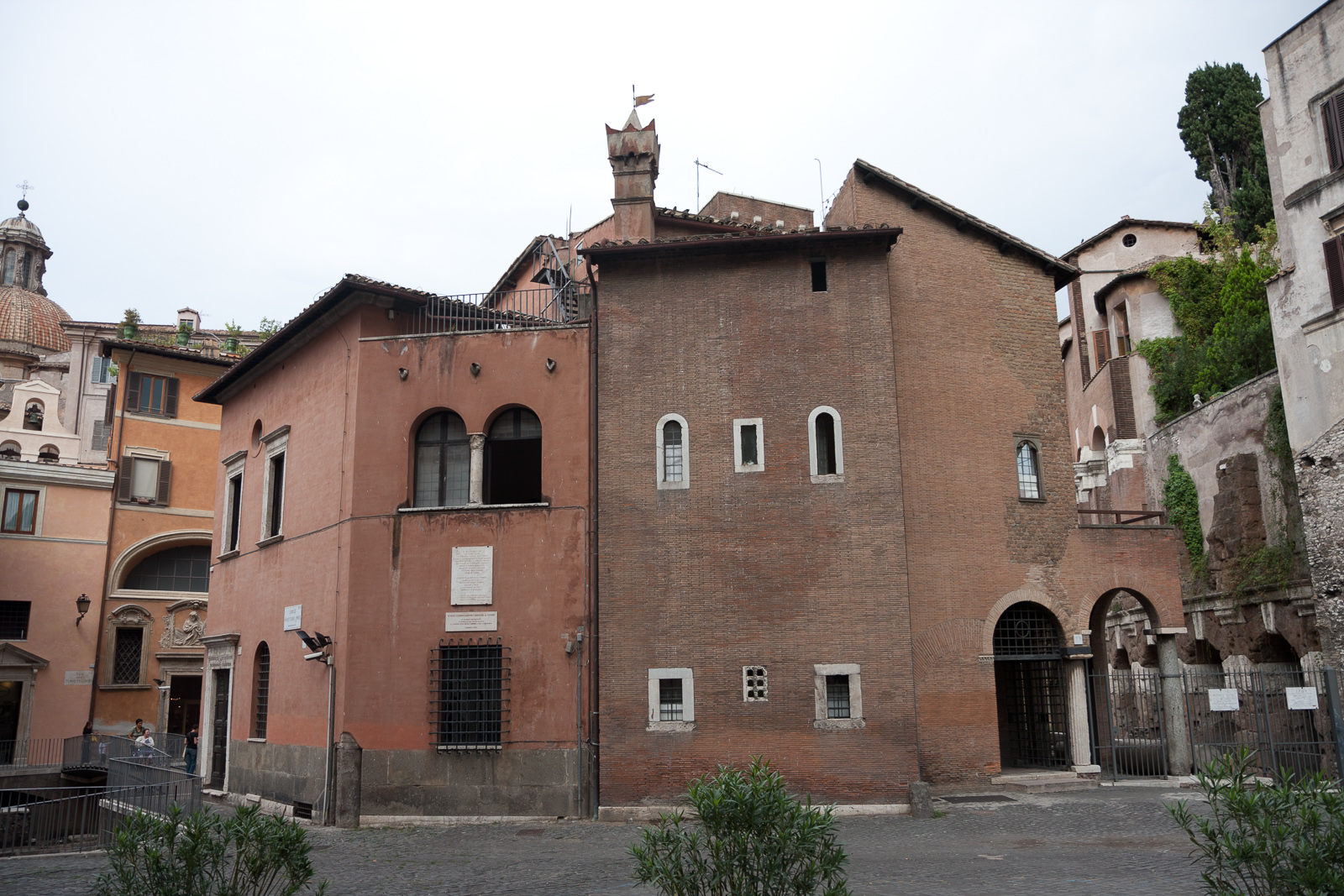
Fachada de frente para a Via del Portico di Ottavia.

Case dei Vallati ou Casas dos Vallati, conhecido também como Casina dei Vallati, são um conjunto de residências do século XIV localizadas na esquina da Via del Portico di Ottavia com a Via del Foro Piscario, no rione Sant'Angelo de Roma. Seu nome é uma referência aos Vallati, uma família da nova nobreza de ricos comerciantes da cidade.

## História

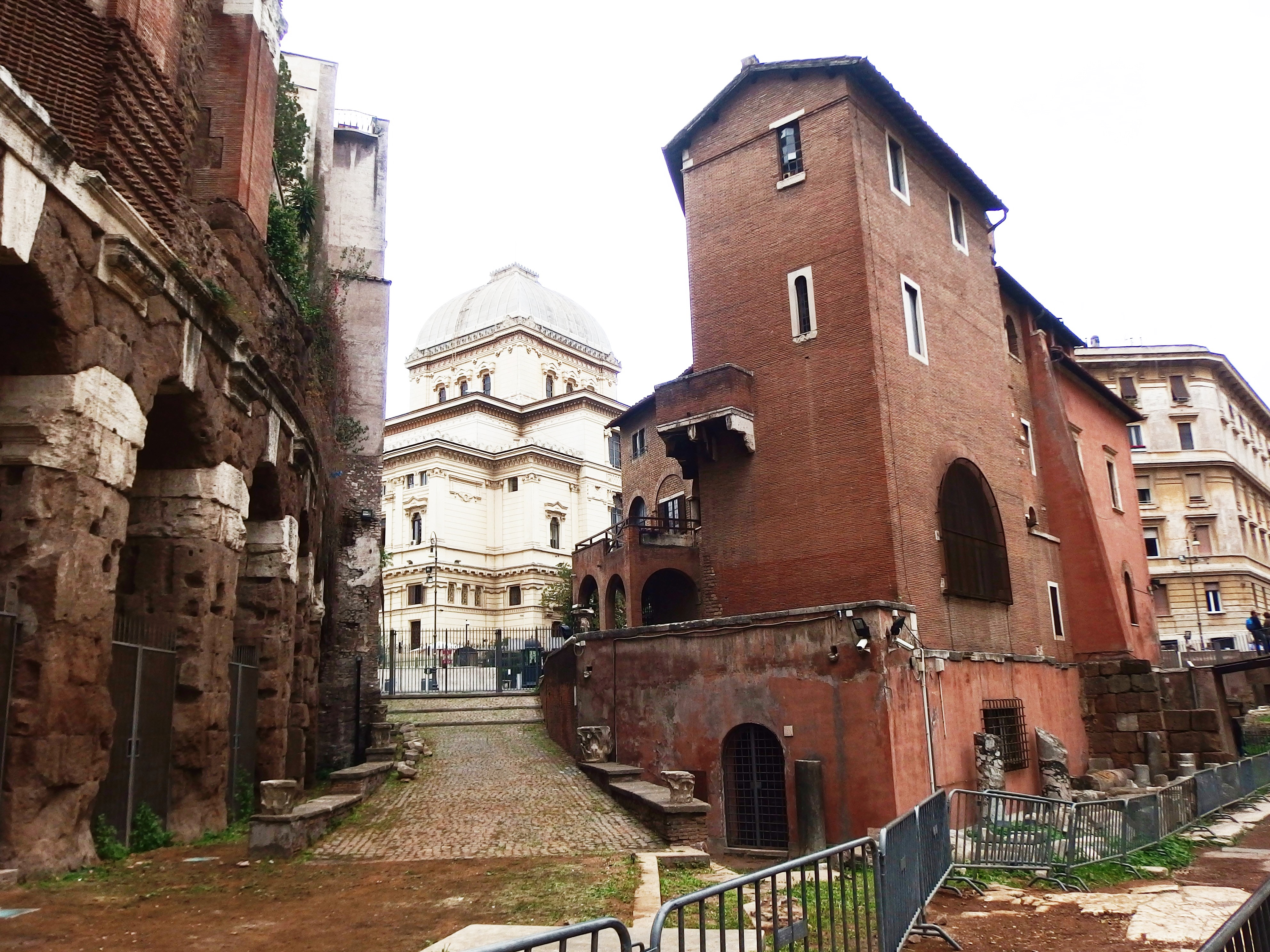
Fachada de frente para o Teatro de Marcelo. No fundo, a Grande Sinagoga de Roma.

Em abril de 1926 começaram as obras de isolamento e restauração do Teatro de Marcelo e da área vizinha. Durante a intervenção foram descobertos os restos de uma casa medieval que acabaram sendo salvos da demolição. Todavia, mesmo a ordem de salvamento não impediu que, em 1928, uma parte do edifício desabasse, o que motivou a realização de obras urgentes de restauração e reconstrução, terminadas em 1931. Alguns elementos (o pórtico, a lógia e algumas janelas de mármore e peperino) permaneceram intactos e nos locais originais, ao passo que outros elementos (como as esculturas) foram descobertos nas áreas das obras e foram depois incrustados nas paredes. No momento da descoberta da casa dos Vallati, constatou-se a presença de um pátio aberto no interior no qual ficava uma torre (depois reproduzida, na reconstrução do monumento, como uma protuberância elevada no nível do teto). Esta terra e a descoberta nas imediações, construídas com lascas de mármore e pozolana, provavelmente eram parte das primeiras fortificações do Teatro de Marcelo (séculos XI e XII), em torno das quais foi construído o complexo de casas dos Vallati.
As casas são do século XIII. O palacete é constituído por duas partes de épocas diversas, uma do século XIII (de frente para o teatro) e outra do século XVI. As estruturas do século XIII, em pequenos blocos de tufo, foram construídas escavando os terreno acumulado ao redor do teatro para chegar ao piso original, em travertino, da área entre ele e o Pórtico de Otávia, no qual elas estão construídas. A porção do século XVI (à qual se chega através de um portal no qual está inscrito o motto: "Id velis quod possis") foi construída encaixada na estrutura mais antiga quando parte dela provavelmente desabou ou foi demolida. O ponto de ligação entre duas partes é claramente perceptível onde o revestimento em tufo se interrompe e prossegue em tijolos. 
Atualmente a casa é propriedade da Comuna de Roma, que ocupa também o vizinho Albergo della Catena.